# Nick McCarthy
Nicholas John McCarthy, detto Nick (Blackpool, 13 dicembre 1974), è un chitarrista e tastierista britannico già componente del gruppo indie rock dei Franz Ferdinand, di cui fu in alcune canzoni la voce principale (come nei brani Tell Her Tonight, Van Tango, Jeremy Fraser, Fabulously Lazy, Erdbeer Mund).

## Biografia
Da piccolo si trasferisce nella città tedesca Rosenheim, città che "vanta" il maggior numero di morti per droga in Baviera. Nick trascorre la sua adolescenza divertendosi a fare dei giri su auto rubate, che poi -a detta sua- restituiva ai proprietari. Questa vera e propria mania per le auto gli ha procurato il gradito nomignolo di Nick McCar-Thief.
A questa vita da ladruncolo si affianca quella di artista. Nick, sin dalla più tenera età, inizia a studiare musica classica, imparando a suonare il basso elettrico, il violoncello e il liuto arabo. Successivamente diventa un membro di una band chiamata Embryo, dal 1999 fino al 2002. Con gli Embryo, che mescolavano jazz, rock e musica etnica, ha suonato dovunque, effettuando persino due tour in Marocco.
Nel 2002 lascia la band per trasferirsi in Scozia a Glasgow su consiglio dei suoi amici: è un posto divertente, vi circola buona musica ed è un importante centro culturale. Nick si ritrova senza casa e senza lavoro in una città sconosciuta, fino a quando ad una festa non incontra Alex Kapranos, con cui fonderà la band che lo ha portato al successo.
Nick lascia i Franz Ferdinand nel luglio del 2016 per dedicarsi completamente alla sua giovane famiglia e al suo progetto alternativo, i Box Codax, gruppo fondato nel 2003 con la moglie Manuela Gernedei e l'amico di lunga data Alexander Ragnew.